# Mesué (El Jove)
Mesué   (Mardin, 925 (Gregorià) - El Caire, 1015 (Gregorià)) fou un suposat metge cristià jacobita, que hauria escrit els famosos Cànons, sobre la doctrina de Galè de Pèrgam i les teories d'Avicenna.
J. L. Choulant fou el primer en dubtà de l'existència real de Mesué el Jove, i els seus raonaments van induir també al dubte a molts historiadors, perquè en les traduccions llatines de les obres que se li atribueixen se li donen noms diferents i, a més, cap historiador àrab parla de Mesué. És molt probable, doncs, que algun compilador d'aquella època volgués aprofitar el prestigi del nom de Mesué, referit a Joan Mesué el Vell, per assegurar la sort dels seus escrits, engany que en aquells temps no era gens rar.
Sigui com sigui, les diferents obres atribuïdes a Mesué el Jove gaudiren de molta reputació en l'edat mitjana, especialment les titulades:
- Canones universales divi Johannis Mesue, de consolatione medicinacum simplicium et correctionum earum;
- Grabadin, est agregatio vel antidotarium et confectionum, et aliarum medicinarum compositarum;
- Liber medicinarum particularium sive Practica medicinalis particularium negritudinum.

Algunes d'aquestes obres tingué més de 30 edicions durant dos segles.

## Aclariment
Molts historiadors li atribueixen ser fill de Joan Mesué el Vell, fet que sembla impossible doncs entre les dades de vida d'una i altre hi ha 150 anys de distància.